# Canciones chuecas
Canciones chuecas es el quinto álbum solista del cantautor uruguayo Daniel Viglietti. Fue editado en 1971 por el sello Orfeo.
El disco se circunscribe dentro del canto popular uruguayo, con claras influencias del folklore latinoamericano, aunque incluyendo también baladas y algunos elementos del pop y rock. La mayoría de sus letras tienen un alto contenido ideológico, mostrando la simpatía de Viglietti hacia la izquierda política, en particular a los movimientos armados.
La canción más reconocida de este álbum es la que de alguna manera le da el nombre: El chueco Maciel. Musicalmente se trata de una canción de rock, algo un tanto inédito dentro de los intérpretes uruguayos que hacían folklore en esa época, aunque no es de extrañar en un artista que se define como admirador de The Beatles y siempre se declaró contrario a toda etiqueta en su música. La letra de la canción hace referencia a la historia real de un famoso ladrón uruguayo proveniente de Tacuarembó quien vivía en un cantegril, compartía su botín con sus vecinos y murió abatido por la policía en 1971 a los 20 años. La contratapa del LP trae una frase de Viglietti en la que se hace referencia a este hombre.
Muchas de las canciones del disco se volvieron con los años clásicos de la carrera de Viglietti, entre otras: Gurisito, la versión de Qué dirá el santo padre (de Violeta Parra), Negrita Martina (reversionada por diversos artistas, entre quienes se cuentan Mercedes Sosa y "El Príncipe" Gustavo Pena), La llamarada.
El álbum fue editado en Francia en 1975 por el sello Le Chant du Monde.  En 1999, Orfeo lo publicó en formato CD luego de su remasterización, llevada a cabo por el propio Viglietti entre otros.

## Lista de canciones
Salvo que se diga lo contrario, la letra y/o música del tema es autoría de Viglietti.

### Lado A
1. Gurisito
2. Ding-hug, juglar (letra de Washington Benavides, música de Héctor Numa Moraes)
3. Cantaliso en un bar (letra de Nicolás Guillén)
4. El chueco Maciel
5. Qué dirá el Santo Padre (letra y música de Violeta Parra)
6. Masa (letra de César Vallejo)

### Lado B
1. Cielito de los muchachos (letra de Mario Benedetti)
2. Negrita Martina
3. La llamarada (letra de Julián García y letra de Jorge Salerno)
4. Muchacha
5. Cielito de tres por ocho (letra de Bartolomé Hidalgo)
6. Solo digo compañeros

## Personal

### Músicos
- Daniel Viglietti: canto y guitarra.
- Jorge Padín: percusión.
- Enrique Roizner: batería.
- Mario Fernández: bajo eléctrico y contrabajo.
- Edmundo Piccioni: oboe.
- Enrique Bragato: fagot.
- Carlos Toffolón: trombón.[5]

Las canciones Cantaliso en un bar, Muchacha y Sólo digo compañeros tienen arreglos de Leonel Haintintz (seudónimo de Coriún Aharonián).

### Ficha técnica
El disco fue grabado por Carlos Píriz en 1971 en los Estudios ION de Buenos Aires y mezclado por Píriz, Viglietti y Haintintz en el mismo estudio.
Los dibujos que aparecen en la carátula y contracarátula son de Áyax Barnes.